# Hervé Lamizana
Hervé Mamadou Lamizana (Abidjan, 22 gennaio 1981) è un ex cestista ivoriano con cittadinanza francese.

## Carriera
Con la Costa d'Avorio ha disputato i Campionati mondiali del 2010 e due edizioni dei Campionati africani (2011, 2013).